# Липинки-Лужицке
Липинки-Лужицке (пол. Lipinki Łużyckie нем. Linderode) — село в Польше, в сельской гмине Липинки-Лужицке Жарского повята в Любушского воеводства. Административный центр сельской гмины Липинки-Лужицке.
В 1975-1998 годах село было в составе Зелёногурского воеводства.

## География
Село Липинки-Лужицке находится в 9 км от города Жары и в 48 км к юго-западу от города Зелёна-Гура. На территории села протекает река Любша.

## Этимология
Название села происходит от древнелужицкого слова «Lipa» → «Lipinki» (липа → уменьшительное наименование липового леса). Слово Лужицке происходит от названия народа лужичан, проживавших ранее на этой территории. Таким образом, дословное название «Липовый лес лужичан».

## История
В средневековье территория села располагалось на территории Лужицы, на котором проживали Лужичане. Через лужицкое поселение проходила соляная дорога, где торговало местное население. Деревня упоминается в XIII веке, как вассальное владение Зорау. На раннем этапе была разделена на несколько феодальных владений, к которым принадлежали различные рыцарские роды, в том числе фон Шенайх (ок. 1458-1521), фон Унвурде, фон Яуэрниц, фон Оппель, фон Киттлиц, фон Ракель. С начала XVI века четко обозначились четыре самостоятельных поместья: Обер-Линдероде, Миттель-Линдероде I, Миттель-Линдероде II и Нидер-Линдероде. В 1563 году в Липинках умер 
Миклауш Якубица, считавшийся отцом нижнелужицкого письменного языка, в 1548 году перевёл Библию с латыни на лужицкий язык.
Муниципальная территория до 1945 года входила в состав Германской империи, район Зорау, провинция Бранденбург. 
После окончания Второй Мировой войны населённый пункт Линдероде вошёл в состав Республики Польша. С 28 июня 1946 года находился в составе Вроцлавского воеводства. В 1945 году село Линдероде было переименовано в Липинки, а в 1946 году в Липинки-Шлёнске, но в 1947 году стало Липинки-Лужицке. С 1978 по 1998 годы село административно входило в Зелёногурское воеводство, в котором являлось центром гмины Липинки-Лужицке.

## Демография
На 31 марта 2011 года население села Липинки-Лужицке составляло 1569 человек.
|         | В общем | Моложе трудоспособного возраста | Трудоспособный возраст | Старше трудоспособного возраста |
| ------- | ------- | ------------------------------- | ---------------------- | ------------------------------- |
| Мужчины | 806     | 165                             | 572                    | 69                              |
| Женщины | 763     | 136                             | 460                    | 167                             |
| Вместе  | 1569    | 301                             | 1032                   | 1032                            |

## Достопримечательности
В реестр памятников Любушского воеводства внесены:
1. Римско-католический храм имени Святого Антония Падуанского из камня и кирпича XIV века, перестроенная в 1518 году, в 1822-1823 годах, расположившийся по улице Главной, 11[4];
2. Усадебный комплекс немецкого дворянства середины XVIII - XIX веков по ул. Речной;
3. Парк середины XIX века;

## Личности
1. Фабиан фон Шенайх (Fabian von Schoenaich) — полководец и имперский военный советник из немецкого дворянского рода Шенайх (Schoenaich);
2. Адольф фон Бланкенштейн (Adolf von Blankenstein) — княжеский чиновник Герцогства Саксен-Вейсенфельс;
3. Миклауш Якубица — нижнелужицкий писатель и переводчик. Автор первого нижнелужицкого перевода Нового Завета, который считается одним из первых языковых памятников нижнелужицкого языка и одним из первых переводов с немецкого языка Священного Писания Мартина Лютера. Умер в селе Липинки-Лужицке в 1563 году.
4. Фриц Эмиль Иррганг (Fritz Emil Irrgang) — немецкий политик, член партии НСДАП;
5. Хайнц Клюге (Heinz Kluge) — немецкий политик, член партии СЕПГ;